# Teresa Migliasso
Teresa Migliasso (Torino, 25 marzo 1942) è una politica italiana.

## Biografia
Eletta alla Camera dei deputati nelle file del PCI nel 1983. Viene poi confermata a Montecitorio anche dopo le elezioni politiche del 1987. In seguito alla svolta della Bolognina, aderì al Partito Democratico della Sinistra. Termina il mandato parlamentare nel 1992
Dal 2005 al 2010 è stata, in quota DS, assessore regionale in Piemonte con deleghe a Welfare, Lavoro, Immigrazione, Emigrazione e Politiche per la casa, nella giunta guidata da Mercedes Bresso.